# Пилатковцы
Пилатковцы (укр. Пилатківці) — село в Борщёвской городской общине Чортковского района Тернопольской области Украины.
До 2020 года входило в Борщёвский район.
Код КОАТУУ — 6120886101. Население по переписи 2001 года составляло 424 человека.

## Географическое положение
Село Пилатковцы находится на берегах реки Ничлава,
выше по течению на расстоянии в 1 км расположено село Тарнавка,
ниже по течению примыкает село Жилинцы.
Рядом проходит железная дорога, станция Жилинцы в 1,5 км.

## История
- 1494 год — первое упоминание о селе.

## Объекты социальной сферы
- Школа I—II ст.
- Клуб.
- Фельдшерско-акушерский пункт.

## Достопримечательности
- Братская могила советских воинов.